# Cyclops uniangulatus
Cyclops uniangulatus is een eenoogkreeftjessoort uit de familie van de Cyclopidae. De wetenschappelijke naam van de soort is voor het eerst geldig gepubliceerd in 1883 door Cragin.